# جوز كبير
جوز كبير (الاسم العلمي:Juglans major) هو نوع من النباتات يتبع جنس الجوز من الفصيلة الجوزية.